# Jordanopsylla
Jordanopsylla är ett släkte av loppor. Jordanopsylla ingår i familjen mullvadsloppor.
Kladogram enligt Catalogue of Life:
| Jordanopsylla | \| \| Jordanopsylla allredi \| \| \| \| \| \| Jordanopsylla becki \| \| \| \| |
|               | \| \| Jordanopsylla allredi \| \| \| \| \| \| Jordanopsylla becki \| \| \| \| |
|               | Jordanopsylla allredi                                                         |
|               |                                                                               |
|               | Jordanopsylla becki                                                           |
|               |                                                                               |